# 2306 Bauschinger
2306 Bauschinger este un asteroid din centura principală, descoperit pe 15 august 1939 de Karl Reinmuth.